# Liebfrauenkirche (Langewiesen)

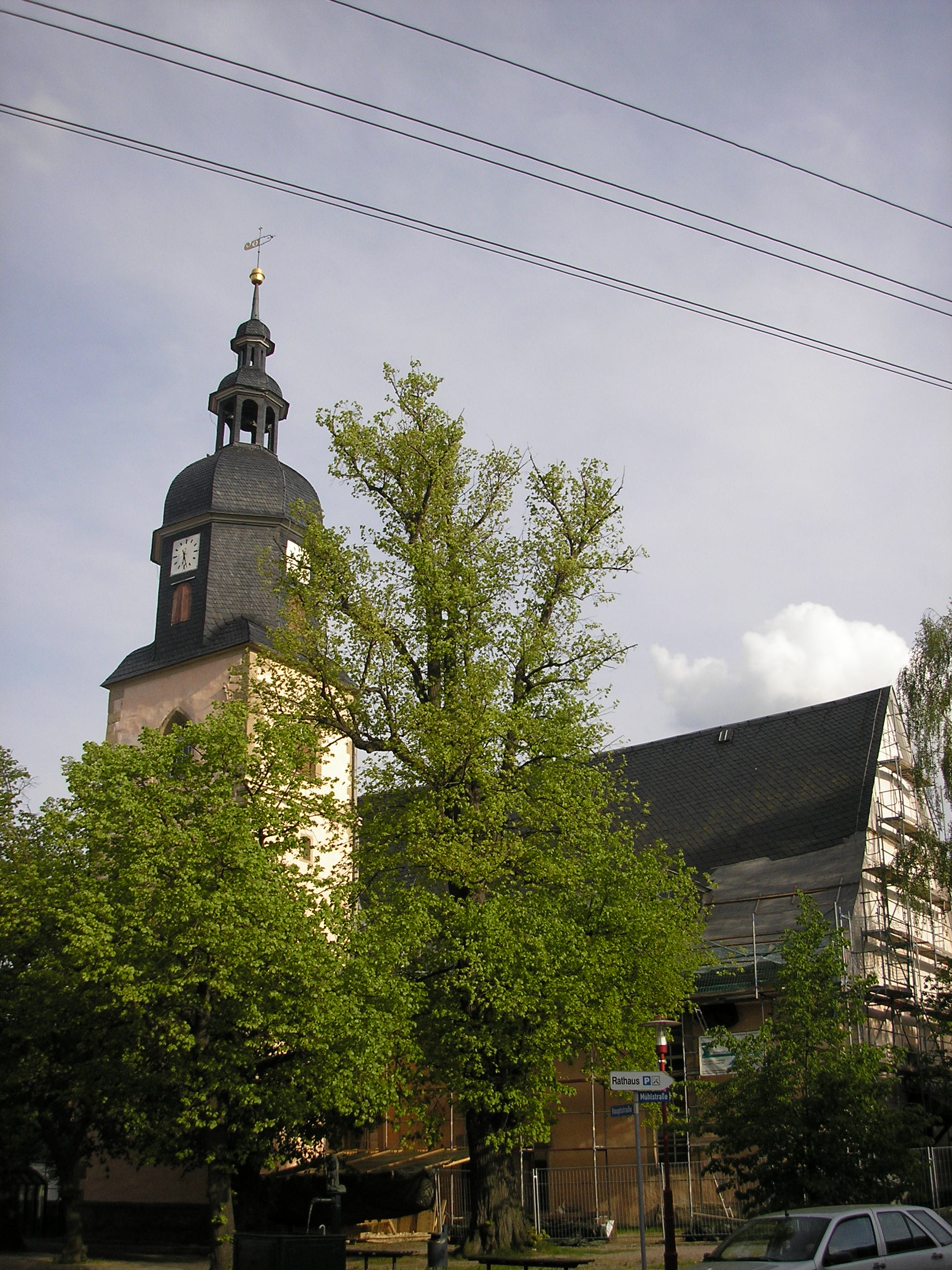
Die Kirche

Die Liebfrauenkirche steht im Ortsteil Langewiesen der Stadt Ilmenau im Ilm-Kreis in Thüringen. Sie gehört zur Kirchgemeinde Langewiesen im Kirchenkreis Arnstadt-Ilmenau der Evangelischen Kirche in Mitteldeutschland.

## Geschichte
Im Jahr 1680 wurde die Liebfrauenkirche in ihrer heutigen Gestalt auf der noch befindlichen Stelle gebaut.
Die zunächst hier stehende Holzkirche brannte 1408 ab, die folgende Kirche, ebenfalls überwiegend aus Holz, stand 200 Jahre. Sie wurde baufällig und abgerissen. Die nächste 1610 bis 1611 auf gleicher Stelle errichtete Kirche wurde am 16. Mai 1675 Opfer einer Feuersbrunst. Der Gottesdienst fand nach diesem Ereignis in der Peterskirche statt.
Weihnachten 1680 wurde in der Liebfrauenkirche wieder gepredigt. 1706 baute Johann Albrecht aus Coburg die Orgel ein. Johann Sebastian Bach besuchte im selben Jahr als Arnstädter Organist Langewiesen, um die neue Orgel der Liebfrauenkirche zu prüfen.
Die Glocken wurden vorerst auf dem Turmstumpf angebracht. Der Kirchturm wurde 1715 vollendet, weil er wegen Einsturzgefahr gründlich überholt werden musste.
Eduard Schulze aus Paulinzella baute 1845 die neue Orgel ein. 1891 lieferte die Firma Pappe ein neues Geläut. Die Glocken wurden im Ersten Weltkrieg abgeliefert. 1919 kamen als Ersatz Stahlglocken nach Langewiesen. Eine Bronzeglocke kam erst 1950 zurück.
In der DDR konnte die Kirchgemeinde nur die dringlichsten Erhaltungsmaßnahmen durchführen. Nach der politischen Wende erfolgte die Wiedereindeckung des Daches.